# فاشیست (توهین)

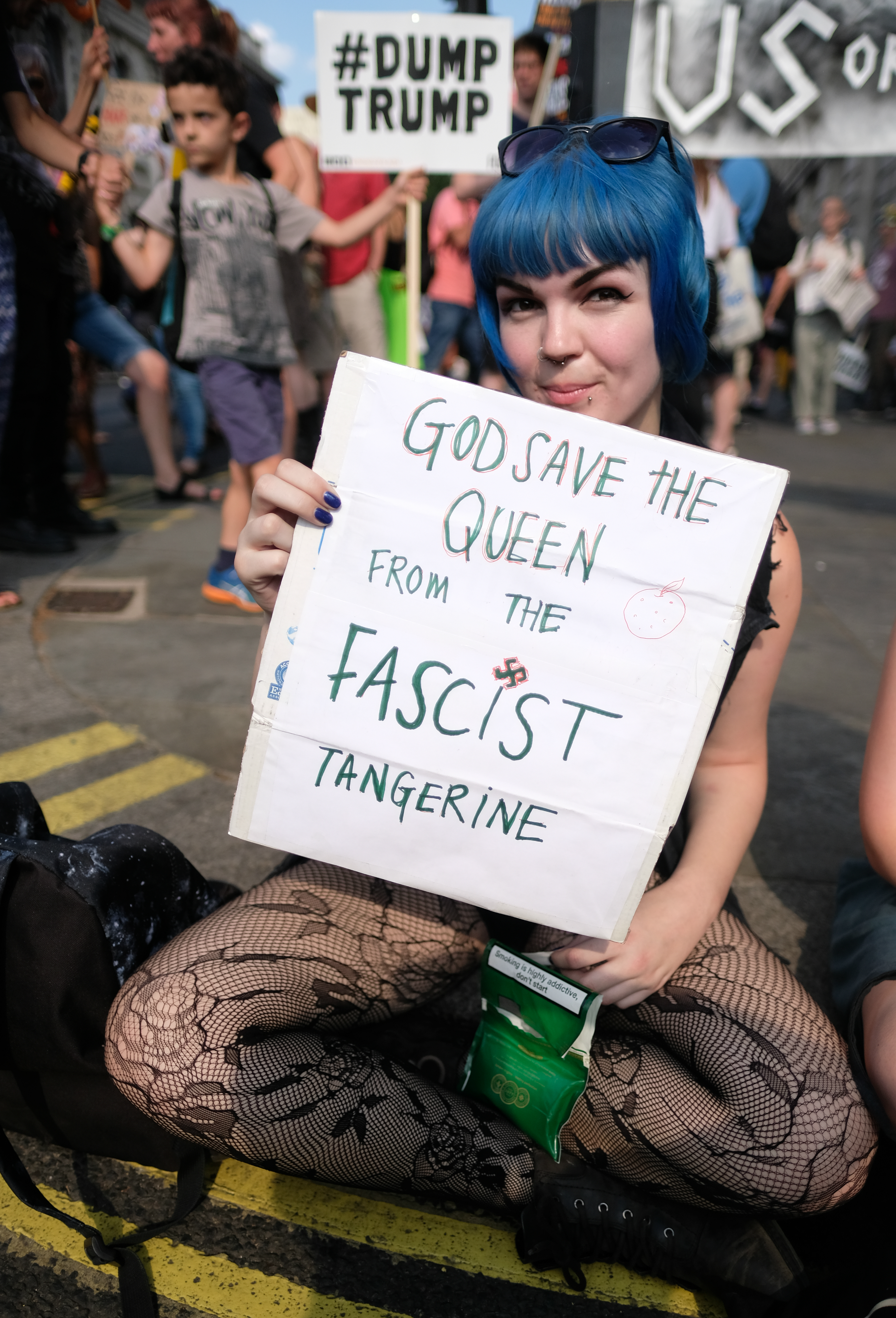
معترض مخالف سفر دونالد ترامپ به انگلستان در سال ۲۰۱۸.

فاشیست گاه به عنوان یک عبارت تحقیرآمیز و توهین‌آمیز استفاده می‌شود. از زمان ظهور فاشیسم در اروپا در دههٔ ۱۹۲۰، این کلمه علیه طیف گسترده‌ای از افراد، جنبش‌های سیاسی، دولت‌ها، و موسسات عمومی و خصوصی استفاده می‌شود. بهره‌وری گسترده از این اصطلاح به عنوان یک توهین، از حدود سال ۱۹۴۴ آغاز شد؛ هنگامی که نویسنده انگلیسی، جرج اورول گفت: «کلمه «فاشیسم» تقریباً دیگر بی‌معنی است» و «تقریباً هر انگلیسی «قلدر» را «فاشیست» صدا می‌زنند.»
در اتحاد جماهیر شوروی، از عنوان‌های فاشیست و فاشیسم برای توصیف فعالیت‌های ضد شوروی و همچون واژهٔ دشمن خلق استفاده می‌شد. این کاربرد همچنین به دیگر کشورهای بلوک شرق تحت سلطه پیمان ورشو شوروی، مانند آلمان شرقی هم گسترش یافت؛ چنان‌که در این کشور به دیوار برلین به عنوان دیوار محافظت ضد فاشیست می‌نگریستند. اصطلاح ضد فاشیست در بلوک شرق فراگیر شد، و مترادف با مخالفان مشی و خط حزب کمونیست شد و نشانگر افرادی بود که طرفدار جهان غرب بودند.
در غرب هم این عبارت وهن‌آمیز است. در دههٔ ۱۹۸۰، این اصطلاح توسط منتقدان چپ در ایالات متحده آمریکا برای توصیف دولت ریگان استفاده می‌شد. همچنین بعداً در دهه ۲۰۰۰ منتقدان برای توصیف دولت جورج دابلیو بوش، از لفظ فاشیست استفاده کردند و در اواخر سال ۲۰۱۰ نیز برای توصیف نامزدی و دولت دونالد ترامپ استفاده شد. دوروتی سوئل، فعال رادیکال و سخنران، در کتاب فراتر از اطاعت، اصطلاح «کریستوفاشیست» را برای توصیف مسیحیان بنیادگرا مطرح کرد.
در سال ۲۰۰۴، سامانتا پاور (مدرس مدرسه دولتی جان اف کندی در دانشگاه هاروارد) سخنان ۶۰ سال قبل اورول را منعکس کرد: «فاشیسم، برخلاف کمونیسم، سوسیالیسم، کاپیتالیسم، یا کانسرواتیسم، واژه‌ای ننگین است که بیش از آن که به تعریف آن توجه شود، برای تحقیر دشمن از آن استفاده می‌کنند.»
در سال ۲۰۰۶، دادگاه حقوق بشر اروپا بر خلاف ماده ۱۰ (آزادی بیان) ECHR، یک روزنامه‌نگار را به دلیل «نئوفاشیست محلی» خطاب کردن یک روزنامه‌نگار دیگر جریمه کرد.
در پاسخ، نویسندگان متعددی ادعا کردند که کاندیدای انتخابات ریاست جمهوری وقت، دونالد ترامپ، «فاشیست» است و در مقاله واکس در سال ۲۰۱۶ به تفصیل دربارهٔ فاشیست بودن یا نبودن ترامپ بحث شد.
برخی از گروه‌های مارکسیستی، مانند بخش هندی اینترناسیونال چهارم و گروه‌های پیرو حکمتیسم در ایران و عراق، گزارش‌هایی تحلیلی نوشته‌اند دربارهٔ این که چرا باید از لفظ فاشیست در توصیف گروه‌هایی همچون جنبش هندوتوا، رژیم جمهوری اسلامی ایران یا جمع‌های اسلام‌گرایانه در شورش عراق استفاده کرد.